# Posada (Sanok)

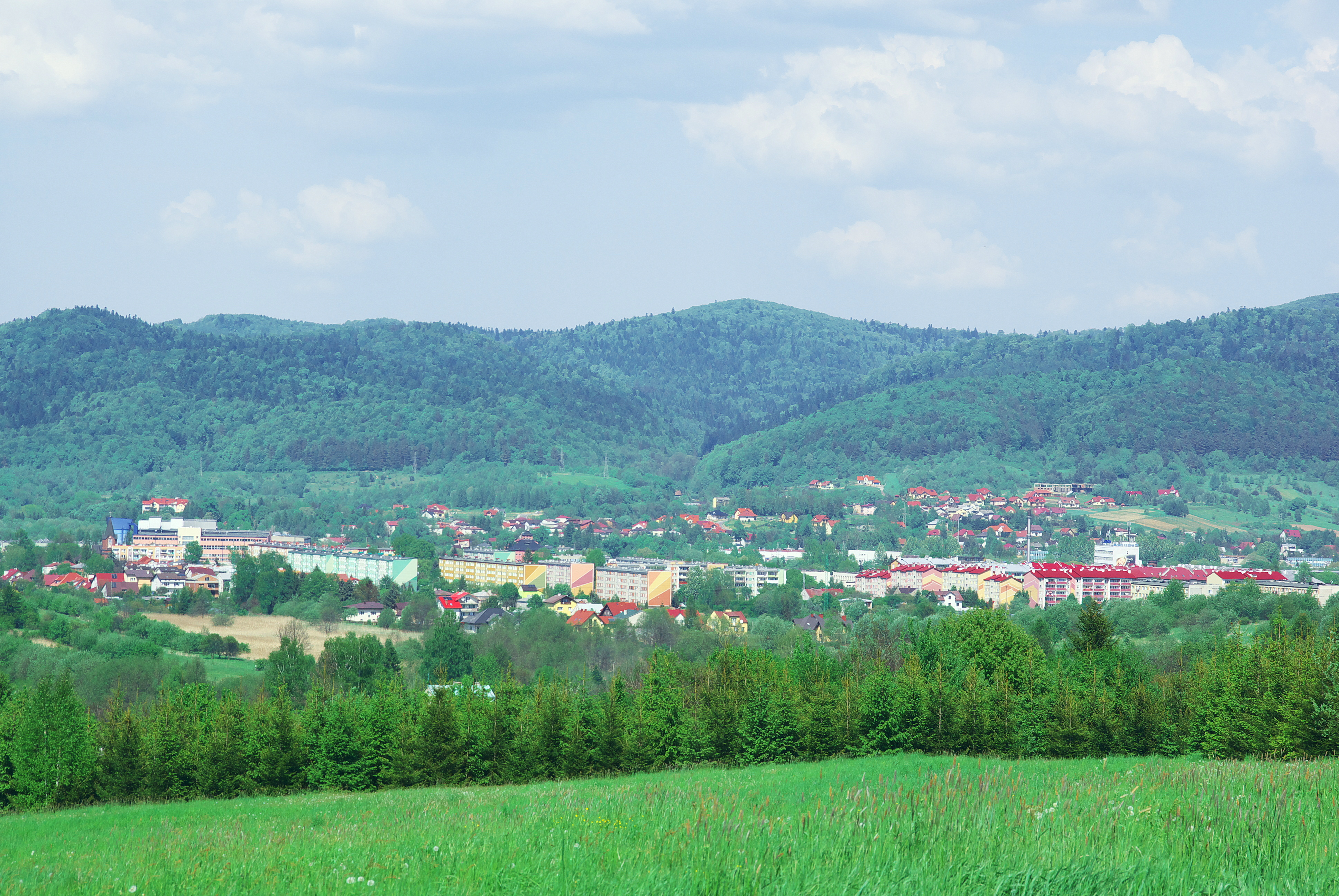
Überblick

Posada (früher Posada Sanocka bzw. Posada Olchowska, ukrainisch Посада Вільхівська) ist ein Stadtteil von Sanok, südöstlich des Zentrums, im Powiat Sanocki der Woiwodschaft Karpatenvorland in Polen.

## Geschichte
Der Name Posada (siehe auch Possad, eine Vorstadt), im Sanoker Land häufiger, aber ungewöhnlich in Polen, steht immer mit den Namen der benachbarten Städte in Verbindung (Posada Jaćmierska, Posada Zarszyńska, Posada Sanocka usw.). Das führte Forscher der Siedlungsgeschichte in diesem Gebiet zur Schlussfolgerung, dass es sich um die alten Siedlungen handelt, auf deren Grund die Städte gegründet würden. Diese Städte wurden anfangs oft als die Dörfer, die heute Posada heißen, urkundlich erwähnt, aber nach Forscheranalysen wurden die Namen den Städten von den älteren Siedlungen übertragen. Der Name Possada Sanocenses tauchte erst im Jahr 1432 auf. Wie in der Stadt Sanok aber mehr als in Przedmieście Sanockie (Vorstadt von Sanok) hatte ein Teil der urkundlich bekannten Bewohner im 15. und 16. Jahrhundert Namen deutscher Herkunft, darunter aus Ungarn, aber der Anteil der deutschen Bewohner im Mittelalter (vgl. Walddeutsche) ist jedoch angesichts der knappen Quellenbasis schwierig bestimmbar.
Das Dorf gehörte zunächst zum Königreich Polen (ab 1569 in der Adelsrepublik Polen-Litauen), Woiwodschaft Ruthenien, Sanoker Land. Bei der Ersten Teilung Polens kam Posada 1772 zum neuen Königreich Galizien und Lodomerien des habsburgischen Kaiserreichs (ab 1804). Danach wurde der Name mit dem neuen Adjektiv Olchowska, nach dem Dorf Olchowce, hinzugefügt. Ab dem Jahr 1866 war es eine unabhängige Gemeinde im Bezirk Sanok. Im Jahr 1900 hatte die Gemeinde 450 Hektar Fläche, 307 Häuser mit 2645 Einwohnern, davon war die Mehrheit polnischsprachig (2604) und römisch-katholisch (2096), während die Ruthenischsprachigen (14), Juden (327) und Griechisch-Katholiken (221) in der Minderheit waren.
Nach dem Ende des Ersten Weltkriegs und dem Zusammenbruch der Habsburgermonarchie kam Posada 1918 zu Polen. Posada Olchowska wurde 1931 als Stadtteil Sanoks eingemeindet.